# The Breakthrough
The Breakthrough je v pořadí sedmé album americké zpěvačky Mary J. Blige, které vyšlo na konci roku 2005.

## Informace o albu
Album debutovalo v americkém albovém žebříčku na prvním místě a v prvním týdnu se jej prodalo 727,163 kopií a tím se stala nejprodávanější R&B zpěvačkou v historii.
Na albu se objevila i písnička One, kterou v originále zpívá U2 a sám Bono Vox s Mary tuto píseň přezpíval.
V prosinci 2006 obdržela Mary J. Blige za tuto desku osm nominací na Grammy Award, z nichž tři proměnila ve vítězství.

## Seznam písní
1. No One Will Do – 4:48
2. Enough Cryin (feat. Will.i.am) – 4:20
3. About You – 4:05
4. Be Without You – 4:05
5. Gonna Breakthrough (feat. Brook Lynn) – 4:00
6. Good Woman Down – 4:07
7. Take Me As I Am – 3:57
8. Baggage – 3:35
9. Can't Hide From Luv (feat. Jay-Z) – 3:52
10. MJB Da MVP (feat. 50 Cent & Game) – 3:21
11. Can't Get Enough – 3:40
12. Ain't Really Love – 4:40
13. I Found My Everything (feat. Raphael Saadiq) – 5:23
14. Father In You – 5:23
15. Alone (feat. Dave Young) – 4:29
16. One (feat. U2) – 4:20

### Bonusy
1. Show Love – 3:40
2. So Lady (feat. Raphael Saadiq) – 4:18
3. Out My Head – 3:42

## Umístění ve světě
| Hitparáda      | Umístění |
| -------------- | -------- |
| Austrálie      | 19       |
| Rakousko       | 42       |
| Kanada         | 13       |
| Nizozemsko     | 12       |
| Francie        | 25       |
| Německo        | 28       |
| Irsko          | 55       |
| Itálie         | 12       |
| Norsko         | 18       |
| Španělsko      | 74       |
| Švédsko        | 13       |
| Švýcarsko      | 7        |
| Velká Británie | 22       |
| Svět           | 2        |
| USA            | 1        |

| Prodejnost | Počet     |
| ---------- | --------- |
| Celkem     | 8,000,000 |